# Primera División de Gibraltar 2015-16
La Premier League Gibraltareña 2015-16 (conocida como la Premier División de Seguros Argus por razones de patrocinio) fue la 113 edición del torneo de fútbol de más alto nivel organizado por la Asociación de Fútbol de Gibraltar.
Los ascendidos de la Gibraltar Second Division 2014/15 son Gibraltar United (Campeón) y Angels FC (Subcampeón); en la Premier League 2014-15 no hubo descensos con la finalidad de ampliar de 8 a 10 el número de participantes esta temporada. 
Al final de la temporada el equipo con más puntos se proclamó campeón y se clasificó a la primera ronda de la Liga de Campeones de la UEFA 2016-17. por otro lado el último clasificado descendió a la Segunda División de Gibraltar 2016-17, mientras que el 9° clasificado jugó un play-off por la permanencia con el 2° de la Segunda División de Gibraltar 2015-16.
Un cupo para la Liga Europa de la UEFA 2016-17 fue asignado al campeón de la Copa de Gibraltar

## Resumen Especial

### Primera Jornada
La temporada arrancó el viernes 25  de septiembre de 2015 con el empate a uno entre FC St. Joseph's y Lions Gibraltar. Mientras que el lunes 28 de septiembre de 2015, se enfrentaron los dos últimos clasificados a la Liga de Campeones de la UEFA y a la Liga Europea de la UEFA; el campeón defensor, Lincoln Red Imps, repitió la final de la Supercopa Gibraltareña 2015.Solo el partido, ya que obtuvo un empate a uno frente al Europa FC.
Por su parte los recién ascendidos arrancaron con derrotas y empates. Los debutantes en la Premier League, Angels FC, cayeron derrotados el sábado 26 de septiembre de 2015 por dos tantos a uno frente al Lynx; quien terminó como líder al término de la primera jornada. Por su parte el campeón de la Gibraltar Second Division 2014/15, Gibraltar United, tuvo que esperara hasta el domingo 27  de septiembre de  2015 para hacer su reaparición en Premier League luego de tres temporadas de ausencia, tras desaparecer temporalmente en el 2011; y lo hizo con un empate a uno frente al último clasificado de la temporada pasada Britannia XI FC.
La primera Jornada dejó al Lynx FC en puesto de clasificación a la Liga de Campeones de la UEFA 2016-17, al Manchester 62 en zona de clasificación a la Liga Europa de la UEFA 2016-17, esto pendiente de la Rock Cup 2016. Por otro lado las derrotas dejaron al Angels FC en zona de Play-Off de Descenso y al Glacis United en zona de descenso directo. el campeón defensor, Lincoln Red Imps, terminó sexto tras su empate

### Segunda Jornada
La segunda jornada arrancó el jueves 1 de octubre de 2015 con la goleada del FC St. Joseph's cuatro por cero al recién ascendido y debutante Angels FC, lo cual dejó al ganador momentáneamente en el primer lugar y envió al goleado a la última casilla.
el 2 de octubre de 2015 vio al Manchester 62 y al Lynx FC empatar a uno lo que trunco las aspiraciones del Lynx FC que buscaba alcanzar lo más alto de la tabla de posiciones.
El sábado 3 de octubre de 2015 vio las vitorias del Lincoln Red Imps y el Europa FC dos por cero sobre el Lions Gibraltar y el Gibraltar United respectivamente. lo cual catapultó a los Devils a la tercera posición y dejó a los Delfines en zona de Liga Europea de la UEFA.
Con un partido pendiente la segunda jornada ha dejado al FC St. Joseph's en lo más alto y al Angels FC en el otro extremo de la tabla; mientras el campeón defensor escalo tres posiciones para colocarse tercero.
Luego del parate por las dos últimas fechas de la Clasificación para la Eurocopa 2016 el fútbol volvió a la Premier League el 14 de octubre de 2015 con el tres a cero de Britannia XI FC sobre el Glacis United; lo cual le permitió al ganador colocarse segundo en la clasificación y desplazar a los demás equipos una posición. Por su parte el Glacis United tras la derrota se mantiene en zona de play-off de descenso.

### Tercera Jornada
La tercera jornada comenzó el 16 de octubre de 2015 con la goleada del Lincoln siete a cero sobre Gibraltar United; lo cual catapultó a The Devils a lo más alto de la tabla. Lions Gibraltar se impuso tres a cero frente al Angels FC, lo cual le permitió ascender de la octava a la sexta posición.
FC St. Joseph's y Lynx FC se impusieron por la mínima a Manchester 62 y Britannia XI FC respectivamente, aun así solo Lynx logró mantener su puesto; St. Joseph's perdió dos colocaciones dadas las sendas victorias de Lincoln y Europa FC
Europa FC venció por seis a cero al Glacis United para hacerse con el segundo lugar del campeonato. Por su parte Glacis United se continuó hundiendo en el último lugar de la tabla.
La tercera jornada dejó bien en claro los candidatos de esta temporada Lincoln y Europa FC ambos conjuntos lograron cendas goleadas para hacerse con los puestos de clasificación a torneos internacionales; además de ambos conjuntos, Lions Gibraltar y Angels FC fueron los únicos que escalaron posiciones. Lynx FC conservó su cuarto lugar mientras que los demás conjuntos perdieron escalones.

### Decimonovena Jornada
La Jornada Diecinueve trajo consigo una serie de sorpresas. Inició el viernes 26  de febrero de  2016 con la victoria del FC St. Joseph's 2 por 1 sobre el Lions Gibraltar.
El sábado 27 de febrero de 2016 se jugaron dos partidos más, en primer turno Lynx F.C. se impuso 2 por 1 sobre Angels FC; lo cual significó una verdadera debacle para el club derrotado, relegándolo casi de manera definitiva al descenso. En el otro partido Glacis United derrotó por 3 a 1 a su similar de Manchester 62 con lo cual sumó 16 unidades igualando así a su más cercano rival, en su carrera por evitar los Play-Off de Relegaccion; su victoria también significó un escape casi definitivo del descenso directo ya que la diferencia de puntos que logró imponer con Angels FC condenaba a este a ubicarse último de la Liga por lo menos hasta la Jornada 22.
El domingo 28 de febrero de 2016 Gibraltar United se logró imponer 2 por cero sobre su similar de Britannia XI FC, y de esta manera saco tres puntos de ventaja sobre el Glacis United en la que se presenta como la batalla por la permanencia.
El lunes 29 de febrero de 2016 tuvo lugar el acontecimiento más importante de toda la Fecha; en el partido entre los clubes Europa FC y Lincoln FC que parece haberse convertido en el clásico de Gibraltar; The Dolphins le dieron la primera derrota a The Devils en toda la temporada y lograron reducir la diferencia de puntos de 8 a tan solo 5; con 8 jornadas en camino, los de Punta Europa le han dado un toque de emoción a la liga tras aquel 2 por 0.

### Vigésimo Tercera Jornada
En la jornada 23 Angels FC perdió la categoría luego de perder 4 a 3 frente a un increíble Britannia XI FC. Angels FC había ascendido la temporada pasada como subcampeón de la Segunda División, su paso por la máxima categoría de Fútbol en Gibraltar tan solo duró una temporada. El equipo deberá jugar la próxima temporada en la Segunda División con la esperanza de volver a conseguir el ascenso y mejorar el trabajo para intentar mantener la categoría la próxima vez.

### Vigésimo Quinta Jornada
La vigésimo quinta jornada coronó al Lincoln FC como campeón del torneo por 22° ocasión y la 11° de manera consecutiva. esto ocurrió luego de que se impusiera 13 a 1 frente al ya descendido Angels FC alcanzado así los 70 puntos, todo un récord en la Premier League y quedando a 8 de Europa FC, su más cercano perseguidor, cuando solo restan 6 puntos por jugarse. The Dolphins se impusieron 5-0 frente a Manchester 62; y aunque esto no alcanzó para seguir peleando por el título, daos los resultados en la Rock Cup 2016 basto para conseguir la clasificación a la Liga Europa de la UEFA por tercera ocasión de manera consecutiva.

## Equipos
Para la Temporada 2015-16 se decidió aumentar el número de participantes de 8 a 10 por lo cual no hubo descensos a la Gibraltar Second Division 2015/16

### Ascensos y descensos
| Pos.    | Descendidos de la Premier League 2014-15 a la Segunda División 2015-16 |
| ------- | ---------------------------------------------------------------------- |
| No hubo |                                                                        |

| Pos. | Ascendidos de la Segunda División 2014-15 a la Premier League 2015-16 |
| ---- | --------------------------------------------------------------------- |
| 1.º  | Gibraltar United                                                      |
| 2.º  | Angels FC                                                             |

### Distribución geográfica
| \| Clubes \| Posición Anterior 2014–15 \| \| ---------------- \| ------------------------- \| \| Europa FC* \| 2° \| \| Britannia XI FC \| 8° \| \| Glacis United \| 6° \| \| Lincoln Red Imps \| Campeón \| \| Gibraltar United \| Campeón-(2ªDiv) \| \| Lions Gibraltar \| 7° \| \| Lynx FC \| 4° \| \| Angels FC \| 2°-(2ªDiv) \| \| Manchester 62 \| 5° \| \| FC St. Joseph's \| 3° \| * Cambió su nombre de College Europa Football Club a Europa Football Club | Estadio Victoria Localización de los equipos de la Premier League Gibraltareña 2015/16 |
| Clubes | Posición Anterior 2014–15                                                              |
| Europa FC* | 2°                                                                                     |
| Britannia XI FC | 8°                                                                                     |
| Glacis United | 6°                                                                                     |
| Lincoln Red Imps | Campeón                                                                                |
| Gibraltar United | Campeón-(2ªDiv)                                                                        |
| Lions Gibraltar | 7°                                                                                     |
| Lynx FC | 4°                                                                                     |
| Angels FC | 2°-(2ªDiv)                                                                             |
| Manchester 62 | 5°                                                                                     |
| FC St. Joseph's | 3°                                                                                     |

## Tabla de posiciones
Actualizado el 14 de abril de 2016.
|                                      | Pos. |                     | Equipo              | PJ | V  | E | D  | GF  | GC  | DG   | Pts. |
| ------------------------------------ | ---- | ------------------- | ------------------- | -- | -- | - | -- | --- | --- | ---- | ---- |
| Liga de Campeones de la UEFA 2015-16 | 1º   | Mantuvo su posición | Lincoln Red ImpsV C | 27 | 25 | 1 | 1  | 130 | 9   | +121 | 76   |
| Liga Europa de la UEFA 2015-16       | 2º   | Mantuvo su posición | Europa FC E         | 27 | 21 | 2 | 4  | 82  | 18  | +64  | 65   |
|                                      | 3º   | Mantuvo su posición | FC St. Joseph's     | 27 | 14 | 3 | 10 | 50  | 37  | +13  | 45   |
|                                      | 4º   | Mantuvo su posición | Lions Gibraltar     | 27 | 14 | 3 | 10 | 49  | 44  | +5   | 45   |
|                                      | 5º   | Mantuvo su posición | Lynx FC             | 27 | 11 | 2 | 14 | 37  | 40  | -3   | 35   |
|                                      | 6º   | Mantuvo su posición | Manchester 62       | 27 | 9  | 5 | 13 | 41  | 49  | -8   | 32   |
|                                      | 7º   | Mantuvo su posición | Glacis United       | 27 | 10 | 2 | 15 | 40  | 67  | -27  | 32   |
|                                      | 8º   | Mantuvo su posición | Gibraltar United A  | 27 | 9  | 2 | 16 | 28  | 57  | -29  | 29   |
|                                      | 9º   | Mantuvo su posición | Britannia XI FC P   | 27 | 8  | 2 | 17 | 35  | 84  | -49  | 26   |
|                                      | 10º  | Mantuvo su posición | Angels FC A D       | 27 | 3  | 0 | 24 | 20  | 107 | -87  | 9    |

- Nota: Si el campeón de la Rock Cup 2016 es el mismo que el campeón de la Liga entonces el segundo clasificado de la Liga ocupara su lugar en la Liga Europa de la UEFA 2016-17
- A: Club ascendido la temporada anterior
- V : Campeón vigente
- : Ganó posiciones
- : Mantuvo su posición
- : Perdió posiciones

|  |  | Clasificado a la Liga de Campeones de la UEFA 2016-17                                                       |
|  |  | Clasificará a la Liga Europa de la UEFA 2016-17 siempre y cuando el campeón de la liga gané también la Copa |
|  |  | Play-Off de Ascenso y Descenso                                                                              |
|  |  | Descendido a la Segunda División de Gibraltar 2016-17                                                       |

### Evolución de las Clasificaciones
| Jornada / Equipo | 1  | 2  | 3  | 4  | 5  | 6  | 7  | 8  | 9  | 10 | 11 | 12 | 13 | 14 | 15 | 16 | 17 | 18 | 19 | 20 | 21 | 22 | 23 | 24 | 25 | 26 | 27 |
| Jornada / Equipo |    |    |    |    |    |    |    |    |    |    |    |    |    |    |    |    |    |    |    |    |    |    |    |    |    |    |    |
| ---------------- | -- | -- | -- | -- | -- | -- | -- | -- | -- | -- | -- | -- | -- | -- | -- | -- | -- | -- | -- | -- | -- | -- | -- | -- | -- | -- | -- |
| Lincoln FC       | 6  | 4  | 1  | 1  | 1  | 1  | 1  | 1  | 1  | 1  | 1  | 1  | 1  | 1  | 1  | 1  | 1  | 1  | 1  | 1  | 1  | 1  | 1  | 1  | 1  | 1  | 1  |
| Europa FC        | 3  | 3  | 2  | 2  | 2  | 2  | 2  | 2  | 2  | 2  | 2  | 2  | 2  | 2  | 2  | 2  | 2  | 2  | 2  | 2  | 2  | 2  | 2  | 2  | 2  | 2  | 2  |
| FC St. Joseph's  | 8  | 1  | 3  | 3  | 4  | 6  | 5  | 4  | 4  | 5  | 5  | 5  | 5  | 6  | 6  | 3  | 3  | 3  | 3  | 3  | 3  | 3  | 3  | 3  | 3  | 3  | 3  |
| Lions Gibraltar  | 7  | 8  | 6  | 7  | 6  | 4  | 3  | 3  | 3  | 3  | 4  | 3  | 3  | 3  | 5  | 4  | 4  | 4  | 5  | 5  | 5  | 5  | 5  | 4  | 4  | 4  | 4  |
| Lynx FC          | 1  | 5  | 4  | 5  | 7  | 5  | 4  | 5  | 5  | 4  | 3  | 4  | 4  | 4  | 3  | 5  | 5  | 5  | 4  | 4  | 4  | 4  | 4  | 5  | 5  | 5  | 5  |
| Manchester 62    | 2  | 6  | 7  | 4  | 5  | 7  | 7  | 7  | 7  | 7  | 7  | 7  | 7  | 7  | 7  | 7  | 7  | 7  | 7  | 7  | 6  | 6  | 6  | 6  | 6  | 6  | 6  |
| Glacis United    | 10 | 9  | 10 | 10 | 10 | 10 | 10 | 10 | 10 | 10 | 9  | 9  | 9  | 9  | 9  | 9  | 9  | 9  | 9  | 8  | 8  | 8  | 8  | 8  | 7  | 7  | 7  |
| Gibraltar United | 5  | 7  | 8  | 8  | 8  | 8  | 8  | 8  | 8  | 8  | 8  | 8  | 8  | 8  | 8  | 8  | 8  | 8  | 8  | 9  | 9  | 9  | 9  | 9  | 9  | 8  | 8  |
| Britannia XI     | 4  | 2  | 5  | 6  | 3  | 3  | 6  | 6  | 6  | 6  | 6  | 6  | 6  | 5  | 4  | 6  | 6  | 6  | 6  | 6  | 7  | 7  | 7  | 7  | 8  | 9  | 9  |
| Angels FC        | 9  | 10 | 9  | 9  | 9  | 9  | 9  | 9  | 9  | 9  | 10 | 10 | 10 | 10 | 10 | 10 | 10 | 10 | 10 | 10 | 10 | 10 | 10 | 10 | 10 | 10 | 10 |

### Resultados
| Local/Visita    | Ang | Bri  | Eur | Jos | Gib | Gla  | Lin  | Lio | Lyn | Man |
| Angels FC       |     | 0-3  | 2-3 | 0-3 | 1-2 | 0-3  | 0-13 | 0-3 | 1-2 | 1-5 |
| Britannia XI    | 3-1 |      | 1-4 | 4-3 | 1-1 | 2-3  | 0-1  | 0-4 | 0-1 | 0-2 |
| Europa FC       | 3-0 | 10-1 |     | 2-0 | 2-0 | 6-0  | 1-1  | 2-0 | 2-1 | 4-0 |
| FC St. Joseph's | 4-0 | 1-1  | 3-1 |     | 4-0 | 3-0  | 0-2  | 1-1 | 1-0 | 2-0 |
| Gibraltar U.    | 1-2 | 1-3  | 0-2 | 0-2 |     | 1-0  | 0-6  | 1-0 | 1-3 | 1-0 |
| Glacis United   | 0-2 | 0-3  | 0-2 | 3-5 | 1-2 |      | 1-6  | 6-0 | 0-2 | 1-1 |
| Lincoln FC      | 5-0 | 3-2  | 2-0 | 4-0 | 7-0 | 11-0 |      | 4-0 | 4-0 | 4-0 |
| Lions Gibraltar | 2-0 | 1-0  | 0-3 | 3-1 | 3-0 | 5-0  | 0-2  |     | 1-1 | 0-1 |
| Lynx FC         | 6-0 | 0-3  | 1-2 | 1-0 | 3-0 | 0-1  | 0-2  | 1-2 |     | 2-2 |
| Manchester 62   | 4-1 | 0-2  | 1-1 | 0-1 | 1-0 | 1-0  | 0-4  | 2-3 | 1-2 |     |

| Local/Visita     | Ang  | Bri  | Eur  | Jos | Gib | Gla | Lin | Lio | Lyn | Man |
| Angels FC        |      |      | 0-3  |     | 1-7 |     |     | 0-1 | 1-2 | 1-6 |
| Britannia XI     | 4-3  |      | 1-16 |     | 0-2 |     |     | 1-4 | 0-2 |     |
| Europa FC        |      |      |      | 2-1 |     | 0-1 | 2-0 | 0-1 |     | 5-0 |
| FC St. Joseph's  | 0-1  | 4-0  |      |     |     | 2-2 | 0-3 | 2-1 |     |     |
| Gibraltar United |      |      | 1-3  | 1-3 |     | 0-2 |     |     |     | 2-2 |
| Glacis United    | 6-1  | 1-0  |      |     |     |     | 1-4 |     | 2-1 |     |
| Lincoln FC       | 13-1 | 10-0 |      |     | 4-0 |     |     |     | 4-0 |     |
| Lions Gibraltar  |      |      |      |     | 1-3 | 6-3 | 1-7 |     | 4-1 |     |
| Lynx FC          |      |      | 0-1  | 2-4 | 0-1 |     |     |     |     | 3-0 |
| Manchester 62    |      | 6-0  |      | 3-0 |     | 1-3 | 0-4 | 2-2 |     |     |

#### Evolución de los Resultados
| Jornada / Equipo | 1                                    | 2                                    | 3                                     | 4                                   | 5                                 | 6                                    | 7                                    | 8                                  | 9                                  | 10                                   | 11                                   | 12                                    | 13                                   | 14                                 | 15                                   | 16                                   | 17                                 | 18                                 | 19                                   | 20                                   | 21                                    | 22                                   | 23                                 | 24                                   | 25                                   | 26                                 | 27                                 |
| ---------------- | ------------------------------------ | ------------------------------------ | ------------------------------------- | ----------------------------------- | --------------------------------- | ------------------------------------ | ------------------------------------ | ---------------------------------- | ---------------------------------- | ------------------------------------ | ------------------------------------ | ------------------------------------- | ------------------------------------ | ---------------------------------- | ------------------------------------ | ------------------------------------ | ---------------------------------- | ---------------------------------- | ------------------------------------ | ------------------------------------ | ------------------------------------- | ------------------------------------ | ---------------------------------- | ------------------------------------ | ------------------------------------ | ---------------------------------- | ---------------------------------- |
| Lincoln FC       | Europa FC 1-1 Lincoln Red Imps       | Lions Gibraltar 0-2 Lincoln Red Imps | Lincoln Red Imps 7-0 Gibraltar United | Glacis United 1-6 Lincoln Red Imps  | Lincoln Red Imps 4-0 Lynx FC      | FC St. Joseph's 0-2 Lincoln Red Imps | Lincoln Red Imps 5-0 Angels FC       | Manchester 62 0-4 Lincoln Red Imps | Lincoln Red Imps 3-2 Britannia XI  | Lincoln Red Imps 2-0 Europa FC       | Lincoln Red Imps 4-0 Lions Gibraltar | Gibraltar United 0-6 Lincoln Red Imps | Lincoln Red Imps 11-0 Glacis United  | Lynx FC 0-2 Lincoln Red Imps       | Lincoln Red Imps 4-0 FC St. Joseph's | Angels FC 0-13 Lincoln Red Imps      | Lincoln Red Imps 4-0 Manchester 62 | Britannia XI 0-1 Lincoln Red Imps  | Europa FC 2-0 Lincoln Red Imps       | Lions Gibraltar 1-7 Lincoln Red Imps | Lincoln Red Imps 4-0 Gibraltar United | Glacis United 1-4 Lincoln Red Imps   | Lincoln Red Imps 4-0 Lynx FC       | FC St. Joseph's 0-3 Lincoln Red Imps | Lincoln Red Imps 13-1 Angels FC      | Manchester 62 0-4 Lincoln Red Imps | Lincoln Red Imps 10-0 Britannia XI |
| Europa FC        | Europa FC 1-1 Lincoln Red Imps       | Gibraltar United 0-2 Europa FC       | Europa FC 6-0 Glacis United           | Lynx FC 1-2 Europa FC               | Europa FC 2-0 FC St. Joseph's     | Angels FC 2-3 Europa FC              | Europa FC 4-0 Manchester 62          | Britannia XI 1-4 Europa FC         | Europa FC 2-0 Lions Gibraltar      | Lincoln Red Imps 2-0 Europa FC       | Europa FC 2-0 Gibraltar United       | Glacis United 0-2 Europa FC           | Europa FC 2-1 Lynx FC                | FC St. Joseph's 3-1 Europa FC      | Europa FC 3-0 Angels FC              | Manchester 62 1-1 Europa FC          | Europa FC 10-1 Britannia XI        | Lions Gibraltar 0-3 Europa FC      | Europa FC 2-0 Lincoln Red Imps       | Gibraltar United 1-3 Europa FC       | Europa FC 0-1 Glacis United           | Lynx FC 0-1 Europa FC                | Europa FC 2-1 FC St. Joseph's      | Angels FC 0-3 Europa FC              | Europa FC 5-0 Manchester 62          | Britannia XI 1-16 Europa FC        | Europa FC 0-1 Lions Gibraltar      |
| FC St. Joseph's  | FC St. Joseph's 1-1 Lions Gibraltar  | FC St. Joseph's 4-0 Angels FC        | Manchester 62 0-1 FC St. Joseph's     | FC St. Joseph's 1-1 Britannia XI FC | Europa FC 2-0 FC St. Joseph's     | FC St. Joseph's 0-2 Lincoln Red Imps | Gibraltar United 0-2 FC St. Joseph's | FC St. Joseph's 3-0 Glacis United  | Lynx FC 1-0 FC St. Joseph's        | Lions Gibraltar 3-1 FC St. Joseph's  | Angels FC 0-3 FC St. Joseph's        | FC St. Joseph's 2-0 Manchester 62     | Britannia XI FC 4-3 FC St. Joseph's  | FC St. Joseph's 3-1 Europa FC      | Lincoln Red Imps 0-4 FC St. Joseph's | FC St. Joseph's 4-0 Gibraltar United | Glacis United 3-5 FC St. Joseph's  | FC St. Joseph's 1-0 Lynx FC        | FC St. Joseph's 2-1 Lions Gibraltar  | FC St. Joseph's 0-1 Angels FC        | Manchester 62 3-0 FC St. Joseph's     | FC St. Joseph's 4-0 Britannia XI FC  | Europa FC 2-1 FC St. Joseph's      | FC St. Joseph's 0-3 Lincoln Red Imps | Gibraltar United 1-3 FC St. Joseph's | FC St. Joseph's 2-2 Glacis United  | Lynx FC 2-4 FC St. Joseph's        |
| Lions Gibraltar  | FC St. Joseph's 1-1 Lions Gibraltar  | Lions Gibraltar 0-2 Lincoln Red Imps | Angels FC 0-3 Lions Gibraltar         | [ 15 ]                              | Manchester 62 2-3 Lions Gibraltar | Lions Gibraltar 5-0 Glacis United    | Britannia XI FC 0-4 Lions Gibraltar  | Lions Gibraltar 1-1 Lynx FC        | Europa FC 2-0 Lions Gibraltar      | Lions Gibraltar 3-1 FC St. Joseph's  | Lincoln Red Imps 4-0 Lions Gibraltar | Lions Gibraltar 2-0 Angels FC         | Gibraltar United 1-0 Lions Gibraltar | Lions Gibraltar 0-1 Manchester 62  | Glacis United 6-0 Lions Gibraltar    | Lions Gibraltar 1-0 Britannia XI FC  | Lynx FC 1-2 Lions Gibraltar        | Lions Gibraltar 0-3 Europa FC      | FC St. Joseph's 2-1 Lions Gibraltar  | Lions Gibraltar 1-7 Lincoln Red Imps | Angels FC 0-1 Lions Gibraltar         | Lions Gibraltar 1-3 Gibraltar United | Manchester 62 2-2 Lions Gibraltar  | Lions Gibraltar 6-3 Glacis United    | Britannia XI FC 1-4 Lions Gibraltar  | Lions Gibraltar 4-1 Lynx FC        | Europa FC 0-1 Lions Gibraltar      |
| Lynx FC          | Angels FC 1-2 Lynx FC                | Lynx FC 2-2 Manchester 62            | Britannia XI FC 0-1 Lynx FC           | Lynx FC 1-2 Europa FC               | Lincoln Red Imps 4-0 Lynx FC      | Lynx FC 3-0 Gibraltar United         | Glacis United 0-2 Lynx FC            | Lions Gibraltar 1-1 Lynx FC        | Lynx FC 1-0 FC St. Joseph's        | Lynx FC 6-0 Angels FC                | Manchester 62 1-2 Lynx FC            | Lynx FC 0-3 Britannia XI FC           | Europa FC 2-1 Lynx FC                | Lynx FC 0-2 Lincoln Red Imps       | Gibraltar United 1-3 Lynx FC         | Lynx FC 0-1 Glacis United            | Lynx FC 1-2 Lions Gibraltar        | FC St. Joseph's 1-0 Lynx FC        | Angels FC 1-2 Lynx FC                | Lynx FC 3-0 Manchester 62            | Britannia XI FC 0-2 Lynx FC           | Lynx FC 0-1 Europa FC                | Lincoln Red Imps 4-0 Lynx FC       | Lynx FC 0-1 Gibraltar United         | Glacis United 2-1 Lynx FC            | Lions Gibraltar 4-1 Lynx FC        | Lynx FC 2-4 FC St. Joseph's        |
| Manchester 62    | Manchester 62 1-0 Glacis United      | Lynx FC 2-2 Manchester 62            | Manchester 62 0-1 FC St. Joseph's     | Angels FC 1-5 Manchester 62         | Manchester 62 2-3 Lions Gibraltar | Manchester 62 0-2 Britannia XI FC    | Europa FC 4-0 Manchester 62          | Manchester 62 0-4 Lincoln Red Imps | Gibraltar United 1-0 Manchester 62 | Glacis United 1-1 Manchester 62      | Manchester 62 1-2 Lynx FC            | FC St. Joseph's 2-0 Manchester 62     | Manchester 62 4-1 Angels FC          | Lions Gibraltar 0-1 Manchester 62  | Britannia XI FC 0-2 Manchester 62    | Manchester 62 1-1 Europa FC          | Lincoln Red Imps 4-0 Manchester 62 | Manchester 62 1-0 Gibraltar United | Manchester 62 1-3 Glacis United      | Lynx FC 3-0 Manchester 62            | Manchester 62 3-0 FC St. Joseph's     | Angels FC 1-6 Manchester 62          | Manchester 62 2-2 Lions Gibraltar  | Manchester 62 6-0 Britannia XI FC    | Europa FC 5-0 Manchester 62          | Manchester 62 0-4 Lincoln Red Imps | Gibraltar United 2-2 Manchester 62 |
| Britannia XI     | Britannia XI FC 1-1 Gibraltar United | Glacis United 0-3 Britannia XI FC    | Britannia XI FC 0-1 Lynx FC           | FC St. Joseph's 1-1 Britannia XI FC | Britannia XI FC 3-1 Angels FC     | Manchester 62 0-2 Britannia XI FC    | Britannia XI FC 0-4 Lions Gibraltar  | Britannia XI 1-4 Europa FC         | Lincoln Red Imps 3-2 Britannia XI  | Gibraltar United 1-3 Britannia XI FC | Britannia XI FC 2-3 Glacis United    | Lynx FC 0-3 Britannia XI FC           | Britannia XI FC 4-3 FC St. Joseph's  | Angels FC 0-3 Britannia XI FC      | Britannia XI FC 0-2 Manchester 62    | Lions Gibraltar 1-0 Britannia XI FC  | Europa FC 10-1 Britannia XI        | Britannia XI 0-1 Lincoln Red Imps  | Britannia XI FC 0-2 Gibraltar United | Glacis United 1-0 Britannia XI FC    | Britannia XI FC 0-2 Lynx FC           | FC St. Joseph's 4-0 Britannia XI FC  | Britannia XI FC 4-3 Angels FC      | Manchester 62 6-0 Britannia XI FC    | Britannia XI FC 1-4 Lions Gibraltar  | Britannia XI 1-16 Europa FC        | Lincoln Red Imps 10-0 Britannia XI |
| Glacis United    | Manchester 62 1-0 Glacis United      | Glacis United 0-3 Britannia XI FC    | Europa FC 6-0 Glacis United           | Glacis United 1-6 Lincoln Red Imps  | [ 15 ]                            | Lions Gibraltar 5-0 Glacis United    | Glacis United 0-2 Lynx FC            | FC St. Joseph's 3-0 Glacis United  | Glacis United 0-2 Angels FC        | Glacis United 1-1 Manchester 62      | Britannia XI FC 2-3 Glacis United    | Glacis United 0-2 Europa FC           | Lincoln Red Imps 11-0 Glacis United  | Glacis United 1-2 Gibraltar United | Glacis United 6-0 Lions Gibraltar    | Lynx FC 0-1 Glacis United            | Glacis United 3-5 FC St. Joseph's  | Angels FC 0-3 Glacis United        | Manchester 62 1-3 Glacis United      | Glacis United 1-0 Britannia XI FC    | Europa FC 0-1 Glacis United           | Glacis United 1-4 Lincoln Red Imps   | Gibraltar United 0-2 Glacis United | Lions Gibraltar 6-3 Glacis United    | Glacis United 2-1 Lynx FC            | FC St. Joseph's 2-2 Glacis United  | Glacis United 6-1 Angels FC        |
| Gibraltar United | Britannia XI FC 1-1 Gibraltar United | Gibraltar United 0-2 Europa FC       | Lincoln Red Imps 7-0 Gibraltar United | [ 15 ]                              | [ 15 ]                            | Lynx FC 3-0 Gibraltar United         | Gibraltar United 0-2 FC St. Joseph's | Angels FC 1-2 Gibraltar United     | Gibraltar United 1-0 Manchester 62 | Gibraltar United 1-3 Britannia XI FC | Europa FC 2-0 Gibraltar United       | Gibraltar United 0-6 Lincoln Red Imps | Gibraltar United 1-0 Lions Gibraltar | Glacis United 1-2 Gibraltar United | Gibraltar United 1-3 Lynx FC         | FC St. Joseph's 4-0 Gibraltar United | Gibraltar United 1-2 Angels FC     | Manchester 62 1-0 Gibraltar United | Britannia XI FC 0-2 Gibraltar United | Gibraltar United 1-3 Europa FC       | Lincoln Red Imps 4-0 Gibraltar United | Lions Gibraltar 1-3 Gibraltar United | Gibraltar United 0-2 Glacis United | Lynx FC 0-1 Gibraltar United         | Gibraltar United 1-3 FC St. Joseph's | Angels FC 1-7 Gibraltar United     | Gibraltar United 2-2 Manchester 62 |
| Angels FC        | Angels FC 1-2 Lynx FC                | FC St. Joseph's 4-0 Angels FC        | Angels FC 0-3 Lions Gibraltar         | Angels FC 1-5 Manchester 62         | Britannia XI FC 3-1 Angels FC     | Angels FC 2-3 Europa FC              | Lincoln Red Imps 5-0 Angels FC       | Angels FC 1-2 Gibraltar United     | Glacis United 0-2 Angels FC        | Lynx FC 6-0 Angels FC                | Angels FC 0-3 FC St. Joseph's        | Lions Gibraltar 2-0 Angels FC         | Manchester 62 1-4 Angels FC          | Angels FC 0-3 Britannia XI FC      | Europa FC 3-0 Angels FC              | Angels FC 0-13 Lincoln Red Imps      | Gibraltar United 1-2 Angels FC     | Angels FC 0-3 Glacis United        | Angels FC 1-2 Lynx FC                | FC St. Joseph's 0-1 Angels FC        | Angels FC 0-1 Lions Gibraltar         | Angels FC 1-6 Manchester 62          | Britannia XI FC 4-3 Angels FC      | Angels FC 0-3 Europa FC              | Lincoln Red Imps 13-1 Angels FC      | Angels FC 1-7 Gibraltar United     | Glacis United 6-1 Angels FC        |

### Partidos

#### Primera Vuelta
| St. Joseph's  | 1-1 | Lions Gibraltar  | Viernes 25 de septiembre de 2015 | Estadio Victoria |
| Angels FC     | 1-2 | Lynx FC          | Sábado 26 de septiembre de 2015  | Estadio Victoria |
| Manchester 62 | 1-0 | Glacis United    | Sábado 26 de septiembre de 2015  | Estadio Victoria |
| Britannia XI  | 1-1 | Gibraltar United | Domingo 27 de septiembre de 2015 | Estadio Victoria |
| Europa FC     | 1-1 | Lincoln FC       | Lunes 28 de septiembre de 2015   | Estadio Victoria |

| St. Joseph's     | 4-0 | Angels FC     | Jueves 1 de octubre de 2015     | Estadio Victoria |
| Lynx FC          | 2-2 | Manchester 62 | Viernes 2 de octubre de 2015    | Estadio Victoria |
| Lions Gibraltar  | 0-2 | Lincoln FC    | Sábado 3 de octubre de 2015     | Estadio Victoria |
| Gibraltar United | 0-2 | Europa FC     | Sábado 3 de octubre de 2015     | Estadio Victoria |
| Glacis United    | 0-3 | Britannia XI  | Miércoles 14 de octubre de 2015 | Estadio Victoria |

| Lincoln FC    | 7-0 | Gibraltar United | Viernes 16 de octubre de 2015 | Estadio Victoria |
| Angels FC     | 0-3 | Lions Gibraltar  | Sábado 17 de octubre de 2015  | Estadio Victoria |
| Manchester 62 | 0-1 | St. Joseph's     | Sábado 17 de octubre de 2015  | Estadio Victoria |
| Britannia XI  | 0-1 | Lynx FC          | Domingo 18 de octubre de 2015 | Estadio Victoria |
| Europa FC     | 6-0 | Glacis United    | Lunes 19 de octubre de 2015   | Estadio Victoria |

| Lynx FC         | 1-2 | Europa FC        | Viernes 23 de octubre de 2015    | Estadio Victoria |
| Glacis United   | 1-6 | Lincoln FC       | Sábado 24 de octubre de 2015     | Estadio Victoria |
| St. Joseph's    | 1-1 | Britannia XI     | Sábado 24 de octubre de 2015     | Estadio Victoria |
| Angels FC       | 0-5 | Manchester 62    | Domingo 25 de octubre de 2015    | Estadio Victoria |
| Lions Gibraltar | 3-0 | Gibraltar United | Miércoles 2 de diciembre de 2015 | Estadio Victoria |

| Europa FC        | 2-0 | St. Joseph's    | Domingo 29 de octubre de 2015 | Estadio Victoria |
| Britannia XI     | 3-1 | Angels FC       | Sábado 31 de octubre de 2015  | Estadio Victoria |
| Manchester 62    | 2-3 | Lions Gibraltar | Sábado 31 de octubre de 2015  | Estadio Victoria |
| Lincoln FC       | 4-0 | Lynx FC         | Lunes 2 de noviembre de 2015  | Estadio Victoria |
| Gibraltar United | 1-0 | Glacis United   | Domingo 31 de enero de 2016   | Estadio Victoria |

| Lions Gibraltar | 5-0 | Glacis United    | Viernes 6 de noviembre de 2015 | Estadio Victoria |
| Manchester 62   | 0-2 | Britannia XI     | Sábado 7 de noviembre de 2015  | Estadio Victoria |
| Lynx FC         | 3-0 | Gibraltar United | Sábado 7 de noviembre de 2015  | Estadio Victoria |
| St. Joseph's    | 0-2 | Lincoln FC       | Domingo 8 de noviembre de 2015 | Estadio Victoria |
| Angels FC       | 2-3 | Europa FC        | Lunes 9 de noviembre de 2015   | Estadio Victoria |

| Gibraltar United | 0-2 | St. Joseph's    | viernes 13 de noviembre de 2015 | Estadio Victoria |
| Europa FC        | 4-0 | Manchester 62   | Sábado 14 de noviembre de 2015  | Estadio Victoria |
| Lincoln FC       | 5-0 | Angels FC       | Sábado 14 de noviembre de 2015  | Estadio Victoria |
| Glacis United    | 0-2 | Lynx FC         | Domingo 15 de noviembre de 2015 | Estadio Victoria |
| Britannia XI     | 0-4 | Lions Gibraltar | Lunes 16 de noviembre del 15    | Estadio Victoria |

| St. Joseph's    | 3-0 | Glacis United    | viernes 20 de noviembre de 2015 | Estadio Victoria |
| Britannia XI    | 1-4 | Europa FC        | Sábado 21 de noviembre de 2015  | Estadio Victoria |
| Lions Gibraltar | 1-1 | Lynx FC          | Sábado 21 de noviembre de 2015  | Estadio Victoria |
| Manchester 62   | 0-4 | Lincoln FC       | Domingo 22 de noviembre de 2015 | Estadio Victoria |
| Angels FC       | 1-2 | Gibraltar United | Lunes 23 de noviembre del 15    | Estadio Victoria |

| Lincoln FC       | 3-2 | Britannia XI    | Viernes 27 de noviembre de 2015 | Estadio Victoria |
| Gibraltar United | 1-0 | Manchester 62   | Sábado 28 de noviembre de 2015  | Estadio Victoria |
| Glacis United    | 0-2 | Angels FC       | Sábado 28 de noviembre de 2015  | Estadio Victoria |
| Europa FC        | 2-0 | Lions Gibraltar | Domingo 29 de noviembre de 2015 | Estadio Victoria |
| Lynx FC          | 1-0 | St. Joseph's    | Lunes 30 de noviembre de 2015   | Estadio Victoria |

#### Segunda Vuelta
| Glacis United    | 1-1 | Manchester 62 | viernes 4 de diciembre de 2015 | Estadio Victoria |
| Lincoln FC       | 2-0 | Europa FC     | Sábado 5 de diciembre de 2015  | Estadio Victoria |
| Gibraltar United | 1-3 | Britannia XI  | Sábado 5 de diciembre de 2015  | Estadio Victoria |
| Lynx FC          | 6-0 | Angels FC     | Domingo 6 de diciembre de 2015 | Estadio Victoria |
| Lions Gibraltar  | 3-1 | St. Joseph's  | Lunes 7 de diciembre de 2015   | Estadio Victoria |

| Europa FC     | 2-0 | Gibraltar United | Viernes 11 de diciembre de 2015 | Estadio Victoria |
| Angels FC     | 0-3 | St. Joseph's     | Sábado 12 de diciembre de 2015  | Estadio Victoria |
| Britannia XI  | 2-3 | Glacis United    | Sábado 12 de diciembre de 2015  | Estadio Victoria |
| Lincoln FC    | 4-0 | Lions Gibraltar  | Domingo 13 de diciembre de 2015 | Estadio Victoria |
| Manchester 62 | 1-2 | Lynx FC          | Lunes 14 de diciembre de 2015   | Estadio Victoria |

| Lions Gibraltar  | 2-0 | Angels FC     | Viernes 18 de diciembre de 2015 | Estadio Victoria |
| Lynx FC          | 0-3 | Britannia XI  | Sábado 19 de diciembre de 2015  | Estadio Victoria |
| St. Joseph's     | 2-0 | Manchester 62 | Sábado 19 de diciembre de 2015  | Estadio Victoria |
| Glacis United    | 0-2 | Europa FC     | Domingo 20 de diciembre de 2015 | Estadio Victoria |
| Gibraltar United | 0-6 | Lincoln FC    | Lunes 21 de diciembre de 2015   | Estadio Victoria |

| Lincoln FC       | 11-0 (enlace roto disponible en Internet Archive; véase el historial, la primera versión y la última). | Glacis United   | Sábado 2 de enero de 2016  | Estadio Victoria |
| Gibraltar United | 1-0 (enlace roto disponible en Internet Archive; véase el historial, la primera versión y la última).  | Lions Gibraltar | Sábado 2 de enero de 2016  | Estadio Victoria |
| Britannia XI     | 4-3 (enlace roto disponible en Internet Archive; véase el historial, la primera versión y la última).  | St. Joseph's    | Domingo 3 de enero de 2016 | Estadio Victoria |
| Manchester 62    | 4-1 | Angels FC       | Domingo 3 de enero de 2016 | Estadio Victoria |
| Europa FC        | 2-1 | Lynx FC         | Lunes 4 de enero de 2016   | Estadio Victoria |

| Lions Gibraltar | 0-1                                                                                                   | Manchester 62    | Viernes 8 de enero de 2016  | Estadio Victoria |
| Angels FC       | 0-3 (enlace roto disponible en Internet Archive; véase el historial, la primera versión y la última). | Britannia XI     | Sábado 9 de enero de 2016   | Estadio Victoria |
| Lynx FC         | 0-2 (enlace roto disponible en Internet Archive; véase el historial, la primera versión y la última). | Lincoln FC       | Sábado 9 de enero de 2016   | Estadio Victoria |
| St. Joseph's    | 3-1                                                                                                   | Europa FC        | Domingo 10 de enero de 2016 | Estadio Victoria |
| Glacis United   | 1-2 (enlace roto disponible en Internet Archive; véase el historial, la primera versión y la última). | Gibraltar United | Lunes 11 de enero de 2016   | Estadio Victoria |

| Europa FC        | 3-0 (enlace roto disponible en Internet Archive; véase el historial, la primera versión y la última). | Angels FC       | Viernes 15 de enero de 2016 | Estadio Victoria |
| Britannia XI     | 0-2 (enlace roto disponible en Internet Archive; véase el historial, la primera versión y la última). | Manchester 62   | Sábado 16 de enero de 2016  | Estadio Victoria |
| Lincoln FC       | 4-0 (enlace roto disponible en Internet Archive; véase el historial, la primera versión y la última). | St. Joseph's    | Sábado 16 de enero de 2016  | Estadio Victoria |
| Gibraltar United | 1-3 (enlace roto disponible en Internet Archive; véase el historial, la primera versión y la última). | Lynx FC         | Domingo 17 de enero de 2016 | Estadio Victoria |
| Glacis United    | 6-0                                                                                                   | Lions Gibraltar | Lunes 18 de enero de 2016   | Estadio Victoria |

| Angels FC       | 0-13 | Lincoln FC       | viernes 22 de enero de 2016 | Estadio Victoria |
| St. Joseph's    | 4-0  | Gibraltar United | Sábado 23 de enero de 2016  | Estadio Victoria |
| Manchester 62   | 1-1  | Europa FC        | Sábado 23 de enero de 2016  | Estadio Victoria |
| Lynx FC         | 0-1  | Glacis United    | Domingo 24 de enero de 2016 | Estadio Victoria |
| Lions Gibraltar | 1-0  | Britannia XI     | Lunes 25 de enero de 2016   | Estadio Victoria |

| Lincoln FC       | 4-0  | Manchester 62   | Viernes 29 de enero de 2016  | Estadio Victoria |
| Europa FC        | 10-1 | Britannia XI    | Sábado 30 de enero de 2016   | Estadio Victoria |
| Lynx FC          | 1-2  | Lions Gibraltar | Sábado 30 de enero de 2016   | Estadio Victoria |
| Glacis United    | 3-5  | St. Joseph's    | Viernes 5 de febrero de 2016 | Estadio Victoria |
| Gibraltar United | 1-2  | Angels FC       | Sábado 6 de febrero de 2016  | Estadio Victoria |

| Lions Gibraltar | 0-3 | Europa FC        | Viernes 19 de febrero de 2016 | Estadio Victoria |
| Angels FC       | 0-3 | Glacis United    | Sábado 20 de febrero de 2016  | Estadio Victoria |
| St. Joseph's    | 1-0 | Lynx FC          | Sábado 20 de febrero de 2016  | Estadio Victoria |
| Manchester 62   | 1-0 | Gibraltar United | Domingo 21 de febrero de 2016 | Estadio Victoria |
| Britannia XI    | 0-1 | Lincoln FC       | Lunes 22 de febrero de 2016   | Estadio Victoria |

#### Tercera Vuelta
| St. Joseph's  | 2-1 | Lions Gibraltar  | Viernes 26 de febrero de 2016 | Estadio Victoria |
| Angels FC     | 1-2 | Lynx FC          | Sábado 27 de febrero de 2016  | Estadio Victoria |
| Manchester 62 | 1-3 | Glacis United    | Sábado 27 de febrero de 2016  | Estadio Victoria |
| Britannia XI  | 0-2 | Gibraltar United | Domingo 28 de febrero de 2016 | Estadio Victoria |
| Europa FC     | 2-0 | Lincoln FC       | Lunes 29 de febrero de 2016   | Estadio Victoria |

| Glacis United    | 1-0 | Britannia XI  | Viernes 4 de marzo de 2016 | Estadio Victoria |
| Gibraltar United | 1-3 | Europa FC     | Sábado 5 de marzo de 2016  | Estadio Victoria |
| Lynx FC          | 3-0 | Manchester 62 | Sábado 5 de marzo de 2016  | Estadio Victoria |
| St. Joseph's     | 0-1 | Angels FC     | Domingo 6 de marzo de 2016 | Estadio Victoria |
| Lions Gibraltar  | 1-7 | Lincoln FC    | Lunes 7 de marzo de 2016   | Estadio Victoria |

| Manchester 62 | 3-0 (enlace roto disponible en Internet Archive; véase el historial, la primera versión y la última). | St. Joseph's     | Viernes 11 de marzo de 2016 | Estadio Victoria |
| Lincoln FC    | 4-0 (enlace roto disponible en Internet Archive; véase el historial, la primera versión y la última). | Gibraltar United | Sábado 12 de marzo de 2016  | Estadio Victoria |
| Europa FC     | 0-1 (enlace roto disponible en Internet Archive; véase el historial, la primera versión y la última). | Glacis United    | Sábado 12 de marzo de 2016  | Estadio Victoria |
| Angels FC     | 0-1 (enlace roto disponible en Internet Archive; véase el historial, la primera versión y la última). | Lions Gibraltar  | Domingo 13 de marzo de 2016 | Estadio Victoria |
| Britannia XI  | 0-2 (enlace roto disponible en Internet Archive; véase el historial, la primera versión y la última). | Lynx FC          | Martes 15 de marzo de 2016  | Estadio Victoria |

| Glacis United   | 1-4 (enlace roto disponible en Internet Archive; véase el historial, la primera versión y la última). | Lincoln FC       | Viernes 1 de abril de 2016 | Estadio Victoria |
| Lynx FC         | 0-1 (enlace roto disponible en Internet Archive; véase el historial, la primera versión y la última). | Europa FC        | Sábado 2 de abril de 2016  | Estadio Victoria |
| St. Joseph's    | 4-0 (enlace roto disponible en Internet Archive; véase el historial, la primera versión y la última). | Britannia XI     | Sábado 2 de abril de 2016  | Estadio Victoria |
| Angels FC       | 1-6 (enlace roto disponible en Internet Archive; véase el historial, la primera versión y la última). | Manchester 62    | Domingo 3 de abril de 2016 | Estadio Victoria |
| Lions Gibraltar | 1-3 (enlace roto disponible en Internet Archive; véase el historial, la primera versión y la última). | Gibraltar United | Lunes 4 de abril de 2016   | Estadio Victoria |

| Britannia XI     | 4-3 (enlace roto disponible en Internet Archive; véase el historial, la primera versión y la última). | Angels FC       | Viernes 8 de abril de 2016  | Estadio Victoria |
| Europa FC        | 2-1                                                                                                   | St. Joseph's    | Sábado 9 de abril de 2016   | Estadio Victoria |
| Manchester 62    | 2-2 (enlace roto disponible en Internet Archive; véase el historial, la primera versión y la última). | Lions Gibraltar | Sábado 9 de abril de 2016   | Estadio Victoria |
| Gibraltar United | 0-2 (enlace roto disponible en Internet Archive; véase el historial, la primera versión y la última). | Glacis United   | Domingo 10 de abril de 2016 | Estadio Victoria |
| Lincoln FC       | 4-0                                                                                                   | Lynx FC         | Lunes 11 de abril de 2016   | Estadio Victoria |

| Lions Gibraltar | 6-3 (enlace roto disponible en Internet Archive; véase el historial, la primera versión y la última). | Glacis United    | Viernes 15 de abril de 2016 | Estadio Victoria |
| Manchester 62   | 6-0 (enlace roto disponible en Internet Archive; véase el historial, la primera versión y la última). | Britannia XI     | Sábado 16 de abril de 2016  | Estadio Victoria |
| Lynx FC         | 0-1 (enlace roto disponible en Internet Archive; véase el historial, la primera versión y la última). | Gibraltar United | Sábado 16 de abril de 2016  | Estadio Victoria |
| St. Joseph's    | 0-3                                                                                                   | Lincoln FC       | Domingo 17 de abril de 2016 | Estadio Victoria |
| Angels FC       | 0-3                                                                                                   | Europa FC        | Lunes 18 de abril de 2016   | Estadio Victoria |

| Britannia XI     | 1-4  | Lions Gibraltar | Miércoles 27 de abril de 2016 |                  |
| Gibraltar United | 1-3  | St. Joseph's    | Viernes 29 de abril de 2016   | Estadio Victoria |
| Europa FC        | 5-0  | Manchester 62   | Sábado 30 de abril de 2016    | Estadio Victoria |
| Lincoln FC       | 13-1 | Angels FC       | Sábado 30 de abril de 2016    | Estadio Victoria |
| Glacis United    | 2-1  | Lynx FC         | Domingo 1 de mayo de 2016     | Estadio Victoria |

| Manchester 62   | 0-4  | Lincoln FC       | Viernes 6 de mayo de 2016 |                  |
| St. Joseph's    | 2-2  | Glacis United    | Sábado 7 de mayo de 2016  | Estadio Victoria |
| Britannia XI    | 1-16 | Europa FC        | Sábado 7 de mayo de 2016  | Estadio Victoria |
| Lions Gibraltar | 4-1  | Lynx FC          | Domingo 8 de mayo de 2016 | Estadio Victoria |
| Angels FC       | 1-7  | Gibraltar United | Lunes 9 de mayo de 2016   | Estadio Victoria |

| Lincoln FC       | 10-0 | Britannia XI    | Viernes 13 de mayo de 2016 | Estadio Victoria |
| Gibraltar United | 2-2  | Manchester 62   | Sábado 14 de mayo de 2016  | Estadio Victoria |
| Lynx FC          | 2-4  | St. Joseph's    | Sábado 14 de mayo de 2016  | Estadio Victoria |
| Europa FC        | 0-1  | Lions Gibraltar | Domingo 15 de mayo de 2016 | Estadio Victoria |
| Glacis United    | 6-1  | Angels FC       | Lunes 16 de mayo de 2016   | Estadio Victoria |

## Play-Off de Ascenso y Descenso
Fue disputado entre el Subcampeón y el noveno clasificado de la Premier League. Luego de terminar el primer tiempo con ventaja, Britannia XI FC recibió dos goles en la segunda parte y condenó su descenso.
| Miércoles 31 de mayo de 2016 | Britannia XI FC | 1 - 2   | Mons Calpe SC                                 | Estadio Victoria, Gibraltar |  |
|                              | Gilory 2'       | Reporte | · 50' Vazquez González · 52' Vazquez González |                             |  |

| Mons Calpe SC Asciende a Premier League | Britannia XI FC Desciende a Segunda División |

## Máximos Goleadores
Detalle de los máximos goleadores de la Premier League Gibraltareña de acuerdo con los datos oficiales de la Asociación de Fútbol de Gibraltar.
- Datos oficiales según la Página web oficial y UEFA.com[25]

| Jugador                    | Equipo           | Goles |
| -------------------------- | ---------------- | ----- |
| Pedro Carrión Padial       | Europa FC        | 29    |
| George Cabrera             | Lincoln FC       | 24    |
| Guido Abayian              | Lincoln FC       | 20    |
| Sergio Gines               | Lions Gibraltar  | 19    |
| Kyle Casciaro              | Lincoln FC       | 17    |
| Lee Casciaro               | Lincoln FC       | 17    |
| Joseph Chipolina           | Lincoln FC       | 16    |
| Juan Pablo Pereira Sastrie | Lynx FC          | 16    |
| Cristian Toncheff          | Manchester 62    | 16    |
| Robert Montovio            | Gibraltar United | 15    |
| Liam Walker                | Lincoln FC       | 12    |

## Campeón

### Ruta del Campeón
| Fecha 1 | Europa FC | 1 - 1 | Lincoln Red Imps |  |  |

| Fecha 2 | Lions Gibraltar | 0 - 2 | Lincoln Red Imps |  |  |

| Fecha 3 | Lincoln Red Imps | 7 - 0 | Gibraltar United |  |  |

| Fecha 4 | Glacis United | 0 - 6 | Lincoln Red Imps |  |  |

| Fecha 5 | Lincoln Red Imps | 4 - 0 | Lynx FC |  |  |

| Fecha 6 | FC St. Joseph's | 0 - 2 | Lincoln Red Imps |  |  |

| Fecha 7 | Lincoln Red Imps | 5 - 0 | Angels FC |  |  |

| Fecha 8 | Manchester 62 | 0 - 4 | Lincoln Red Imps |  |  |

| Fecha 9 | Lincoln Red Imps | 3 - 2 | Britannia XI FC |  |  |

| Fecha 10 | Lincoln Red Imps | 2 - 0 | Europa FC |  |  |

| Fecha 11 | Lincoln Red Imps | 4 - 0 | Lions Gibraltar |  |  |

| Fecha 12 | Gibraltar United | 0 - 6 | Lincoln Red Imps |  |  |

| Fecha 13 | Lincoln Red Imps | 11 - 0 | Glacis United |  |  |

| Fecha 14 | Lynx FC | 0 - 2 | Lincoln Red Imps |  |  |

| Fecha 15 | Lincoln Red Imps | 4 - 0 | FC St. Joseph's |  |  |

| Fecha 16 | Angels FC | 0 - 13 | Lincoln Red Imps |  |  |

| Fecha 17 | Lincoln Red Imps | 4 - 0 | Manchester 62 |  |  |

| Fecha 18 | Britannia XI FC | 0 - 1 | Lincoln Red Imps |  |  |

| Fecha 19 | Europa FC | 2 - 0 | Lincoln Red Imps |  |  |

| Fecha 20 | Lions Gibraltar | 1 - 7 | Lincoln Red Imps |  |  |

| Fecha 21 | Lincoln Red Imps | 4 - 0 | Gibraltar United |  |  |

| Fecha 22 | Glacis United | 1 - 4 | Lincoln Red Imps |  |  |

| Fecha 23 | Lincoln Red Imps | 4 - 0 | Lynx FC |  |  |

| Fecha 24 | FC St. Joseph's | 0 - 3 | Lincoln Red Imps |  |  |

| Fecha 25 | Lincoln Red Imps | 13 - 1 | Angels FC |  |  |

| Fecha 26 | Manchester 62 | 0 - 4 | Lincoln Red Imps |  |  |

| Fecha 27 | Lincoln Red Imps | 10 - 0 | Britannia XI FC |  |  |

|                                     |
| Lincoln Red Imps Campeón 22º Título |

## Premios
Una ceremonia especial se celebró con el fin de repartir algunas condecoraciones a las personalidades más resaltantes en la temporada. el evento fue conocido como "Football Gibraltar Awards 2016"
| Portero                       | Defensor                              | Mediocampista                 | Delantero                    | Director Técnico                        |
| ----------------------------- | ------------------------------------- | ----------------------------- | ---------------------------- | --------------------------------------- |
| Raul Navas Lincoln FC         | Joseph Chipolina Lincoln FC           | Ivan Moya Europa FC           | Pedro Carrión Europa FC      | Manolo Nuñez Sánchez Gibraltar United   |
| Javi Muñoz Europa FC          | Brad Power Gibraltar United           | Liam Walker Lincoln FC        | Sergio Gines Lions Gibraltar | Alfonso Cortijo FC St. Joseph's         |
| Jordan Pérez FC St. Joseph's  | Andrés Salas Lions Gibraltar          | Antonio Livramento Lincoln FC | George Cabrera Lincoln FC    | Daniel Amaya Glacis United              |
| Kyle Goldwin Gibraltar United | Steven Montes Enrique FC St. Joseph's | Javier López FC St. Joseph's  | Kyle Casciaro Lincoln FC     | José Manuel 'Kiko' Prieto Manchester 62 |